# Quillacollo
Quillacollo es una ciudad y municipio de Bolivia, capital de la provincia homónima, en el departamento de Cochabamba, ubicada dentro del Área Metropolitana de Kanata en el departamento de Cochabamba. Se encuentra 13 km al oeste de la ciudad de Cochabamba, la capital departamental. El municipio tiene una superficie de 597 km², cuenta con una población de 165 830 habitantes (2024) y se sitúa a una altitud de 2550 m s. n. m.

## Historia
Las referencias históricas de los orígenes de Quillacollo se remontan a antes de la colonia y los vestigios de su existencia se pierden en la prehistoria de los pueblos y civilizaciones aymaras y quechuas, con la invasión del inca Túpac Yupanqui (1245), asentamientos de los cuales se han hallados algunas ruinas.
El 14 de septiembre de 1593, la villa de Quillacollo fue fundada por Joan de Soliz y Francisco de Moya en cumplimiento del mandato del Obispo de Quito y teniendo como testigos al padre Joan Zeñudo, Joan de Uribe, Cristóbal de Arebalo, según consta en un documento del Archivo Histórico Municipal de Cochabamba.
Fue fundada el 14 de septiembre de 1905, pero adelanta la celebración de su aniversario al 12 de septiembre para no coincidir con los festejos cívicos de ese departamento. 
La ciudad de Quillacollo fue creada como provincia del departamento de Cochabamba en 1905, por ley del 14 de septiembre durante el gobierno de Ismael Montes por gestiones de diputados Francisco Anaya y Constanino Morales, aunque las gestiones para su fundación y sus orígenes se remontan a siglos pasados.

## Demografía
De acuerdo con el censo boliviano de 2024, la población del municipio de Quillacollo es de 8 971 habitantes.
La población del municipio aumentó más del doble entre 1992 y 2024:
| Año  | Habitantes (municipio) | Fuente |
| ---- | ---------------------- | ------ |
| 1992 | 69.027                 | Censo  |
| 2001 | 104.206                | Censo  |
| 2012 | 137.029                | Censo  |
| 2024 | 165.830                | Censo  |

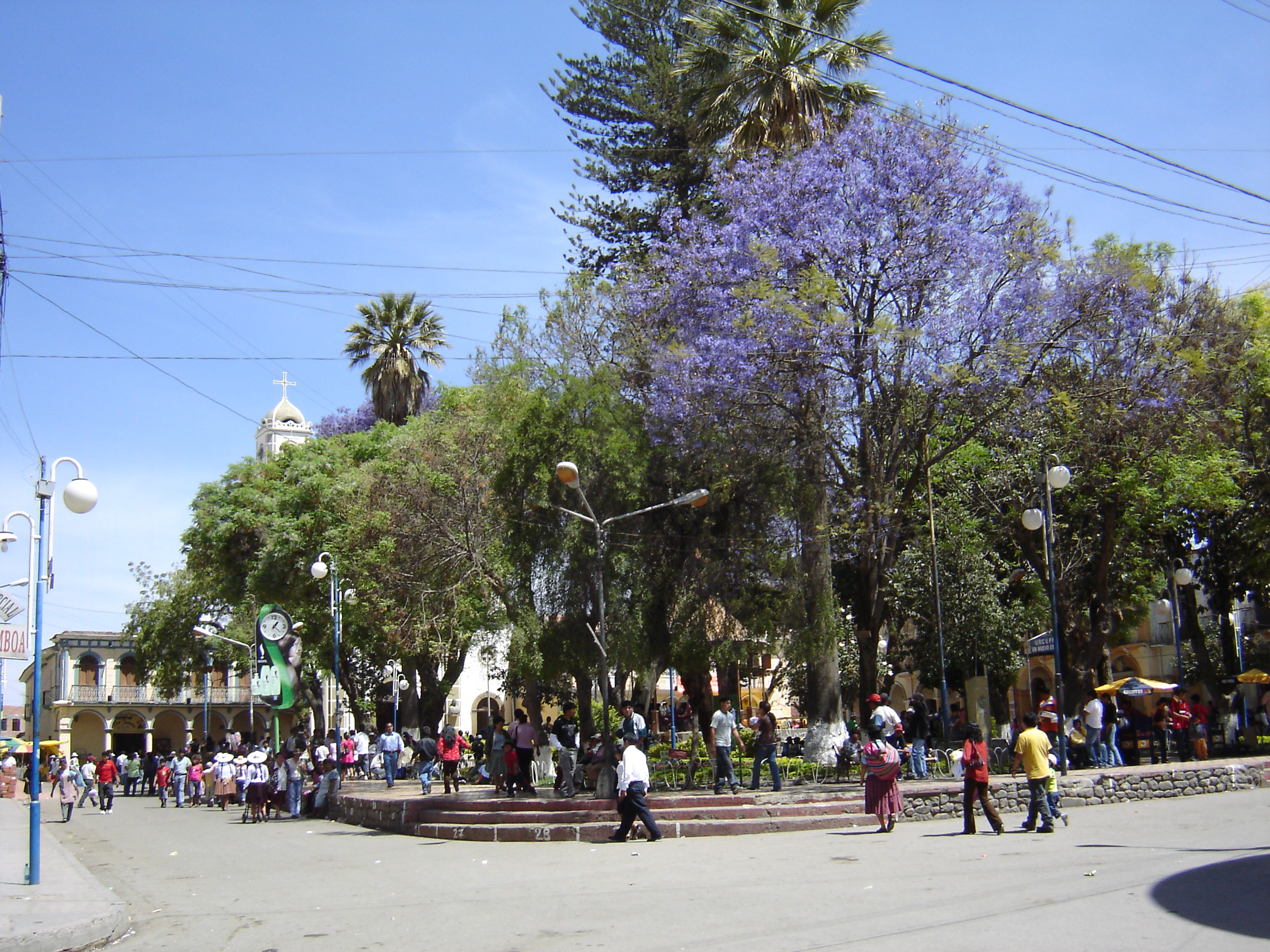
Plaza 15 de agosto, la plaza central de Quillacollo.

El aumento de la población hace que Quillacollo sea la segunda ciudad en cuanto a mayor crecimiento demográfico de Bolivia, después de la ciudad El Alto. El crecimiento de la población se debe a la migración de todas las regiones de Bolivia, estos últimos años la migración proviene principalmente de las poblaciones del occidente del país así como de la zona andina, Morochata, Cocapata y Ayopaya, lo cual produce un crecimiento caótico y desordenado en la planificación del desarrollo de la mancha urbana, perdiendo su vocación agrícola y centrando su economía en el comercio minorista, entre otras fuentes de ingresos.

## Ubicación
Quillacollo es una de las varias capitales de provincia que se encuentra alrededor de la ciudad de Cochabamba. Quillacollo se conecta a la ciudad de Cochabamba por medio de la Avenida Blanco Galindo, Avenida Capitán Víctor Ustariz (al sur) y Avenida Reducto (que conecta a Tiquipaya y cercanías con la av. Blanco Galindo).

## Límites
- Al norte con las provincias de Ayopaya y Chapare.
- Al oeste con la provincia de Tapacarí.
- Al sur con las provincias de Arque y Capinota.
- Al este con la provincia de Cercado.

## Distritos
El municipio Quillacollo se encuentra dividido en diez distritos, los cuales son:
- Distrito 1 (Tacata): Ámbito urbano, comprende las zonas de Sapenco y Tacata.
- Distrito 2 (Piñami): Ámbito urbano, abarca Iquircollo Central.
- Distrito 3 (Santo Domingo): Ámbito urbano, comprende los sectores Purgatorio, Cota, Santo Domingo y Sapenco.
- Distrito 4 (La Chulla): Ámbito rural-urbano, incluye las comunidades de Paucarpata, Illataco, La Chulla, Esmeralda e Ironcollo.
- Distrito 5 (Pandoja - Piñami): Ámbito urbano-rural, comprende las comunidades de Pandoja, Piñami, Pojpocollo, Barrio Minero y Esquilan.
- Distrito 6 (Urkupiña): Ámbito rural-urbano: corresponde a las comunidades de Caico Alto, Molle Molle, Cotapachi y Urkupiña.
- Distrito 7 (Bella Vista): Ámbito rural, incluye a las comunidades de Potrero, Bella Vista, Falsuri y Marquina.
- Distrito 8 (El Paso): Ámbito rural-urbano, que abarca las comunidades de Chocaya, Molle Molle, Urinzaya, Aranzaya, Pihusi, Apote, Mosoj Rancho,Okhosuru, Pandoja, Chojñacollo, Khorapata, Callajchullpa, Llaukenquiri, Totorcahua, Águila Rancho y El Paso.
- Distrito 9 (Misicuni): Ámbito rural-cordillera, comprende a todas las comunidades situadas en la Cordillera, con escasa densidad poblacional y accesibilidad.
- Distrito 10 (Ámbito urbano): comprende las comunidades de Esquilan chico, morro Iquircollo, El Ceibo, Cadeca y Villa Providencia.

## Economía

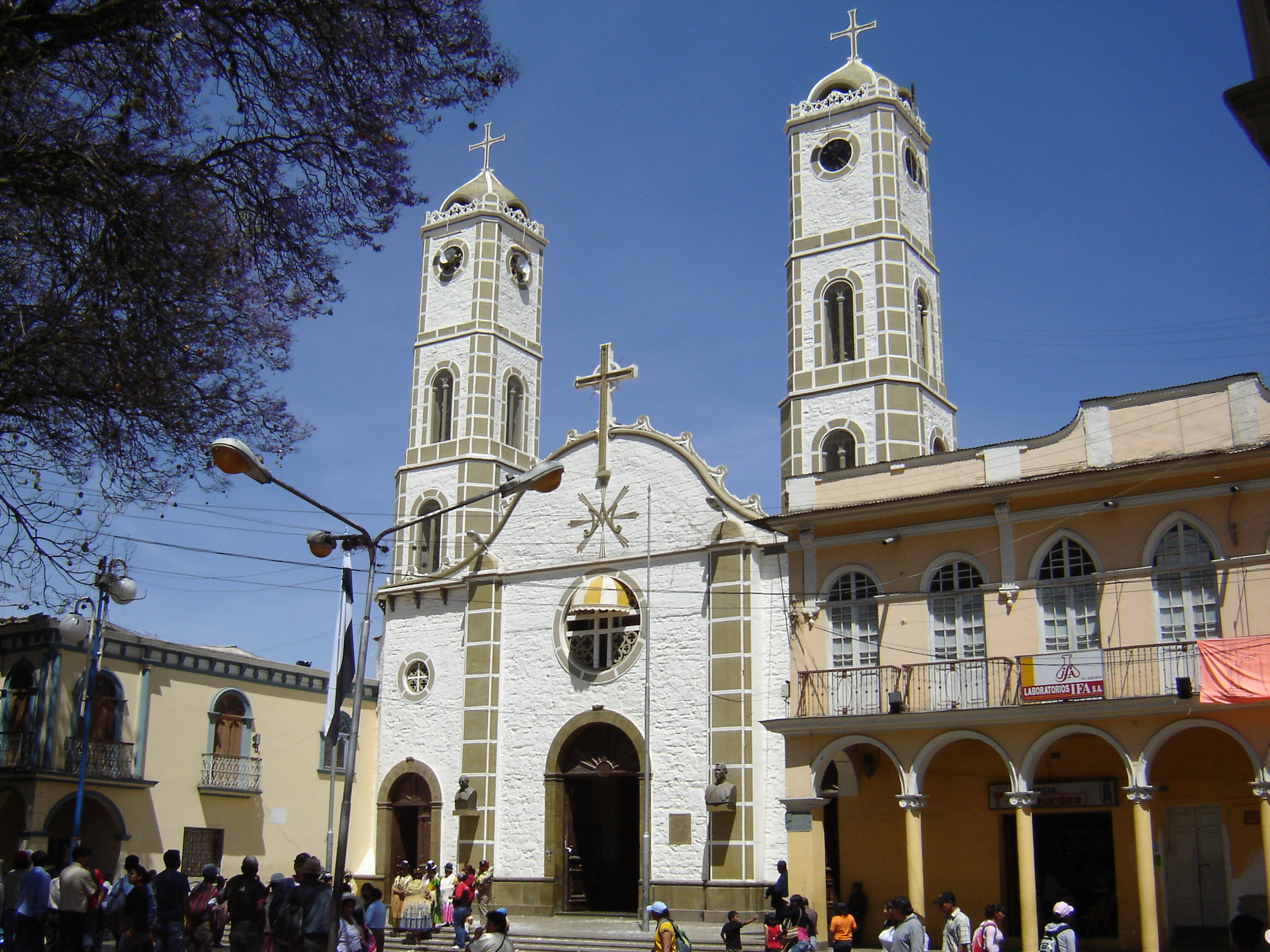
El Templo de San Ildefonso de Quillacollo y Santuario de la Virgen María de Urkupiña.

Quillacollo es una ciudad sobre todo de mercado con un importante terreno agrícola, pero también cuenta con una cierta industria relevante. 
La ciudad también ofrece los artefactos electrónicos más baratos que en Cochabamba. Los mercados y el comercio informal abundan en la ciudad, especialmente durante las festividades de Urkupiña, Carnavales, Semana Santa, fiestas de Navidad y los días de mercado o de feria. Todos los domingos son día del mercado informal.
El crecimiento del comercio informal es caótico, no existiendo control efectivo por parte del municipio, por los asentamientos de los comerciantes en la zona central de la ciudad, casi siempre en plena carretera interdepartamental, bloqueando completamente el paso durante los días festivos. El transporte federado es también un rubro que tiene fuerte influencia negativa en la economía del municipio, esto por su situación estratégica de las vías de comunicación terrestre y el manejo arbitrario que los diferentes sindicatos tienen.
Uno de los recursos económicos principales de Quillacollo es el turismo. Quillacollo cuenta con muchos hoteles y hostales.

### Agricultura
El municipio Quillacollo tiene una tradición ancestral en la producción de maíz, papa, millmi, quinua; características de cultivos andinos originarios y otros introducidos.
En la actualidad se está perdiendo esta vocación agropecuaria por el crecimiento demográfico y el asentamiento de viviendas ilegales en zonas de producción agropecuaria, y la fuerte influencia del comercio informal, así como el contrabando, el narcotráfico y el loteamiento de terrenos no aptos para la construcción de viviendas y otras edificaciones.
Pese a estos problemas que el actual gobierno no hay podido solucionar en 15 años de mandato, se mantiene la actividad agropecuaria, como son la producción lechera, granjas avícolas, porcinas, etc.
En la zona norte del municipio la principal producción es la de flores a campo abierto y el establecimiento de invernaderos, las principales flores en producción son: rosas, claveles, crisantemos, liliums y otros.

## Arquitectura
La arquitectura de la ciudad tiene una mezcla híbrida poscolonial. La arquitectura contemporánea se demuestra en casas y edificios modernos.
Por efectos de la migración, desde hace 20 años Quillacollo tiene un crecimiento urbanístico desordenado y desmedido, contando con pocas áreas verdes, si bien todavía están adecuadamente mantenidas. Esto se vio agravado con la migración campo-ciudad desde principios del siglo XXI de los sectores de la zona de la cordillera, migrantes de Morochata y del trópico cochabambino, asentándose en áreas de uso agropecuario perdiéndose en estos sectores la vocación productiva a efecto de los asentamientos y construcciones en su mayoría ilegales, sin una planificación a futuro.

## Festividades
Quillacollo es el escenario para uno de los festivales religiosos más populosos del ámbito Valluno: La Fiesta de la Virgen de Urkupiña, que se celebra cada año en la segunda semana del mes de agosto, fecha de la fiesta católica de la Asunción de la Santísima Virgen María, y que lleva el título de "Fiesta de la Integración Nacional". Como la mayoría de los festivales religiosos de Bolivia, la fiesta comienza con un gran espectáculo folclórico que atrae a muchos turistas. El otro componente destacado de la fiesta de Urkupiña es la romería de miles de feligreses al llamado Calvario, donde en una suerte de costumbre religioso-popular, se extraen piedras que, por la intercesión milagrosa de la Virgen y con la bendición del sacerdote, se deben convertir en riquezas o bienes materiales.

## Turismo

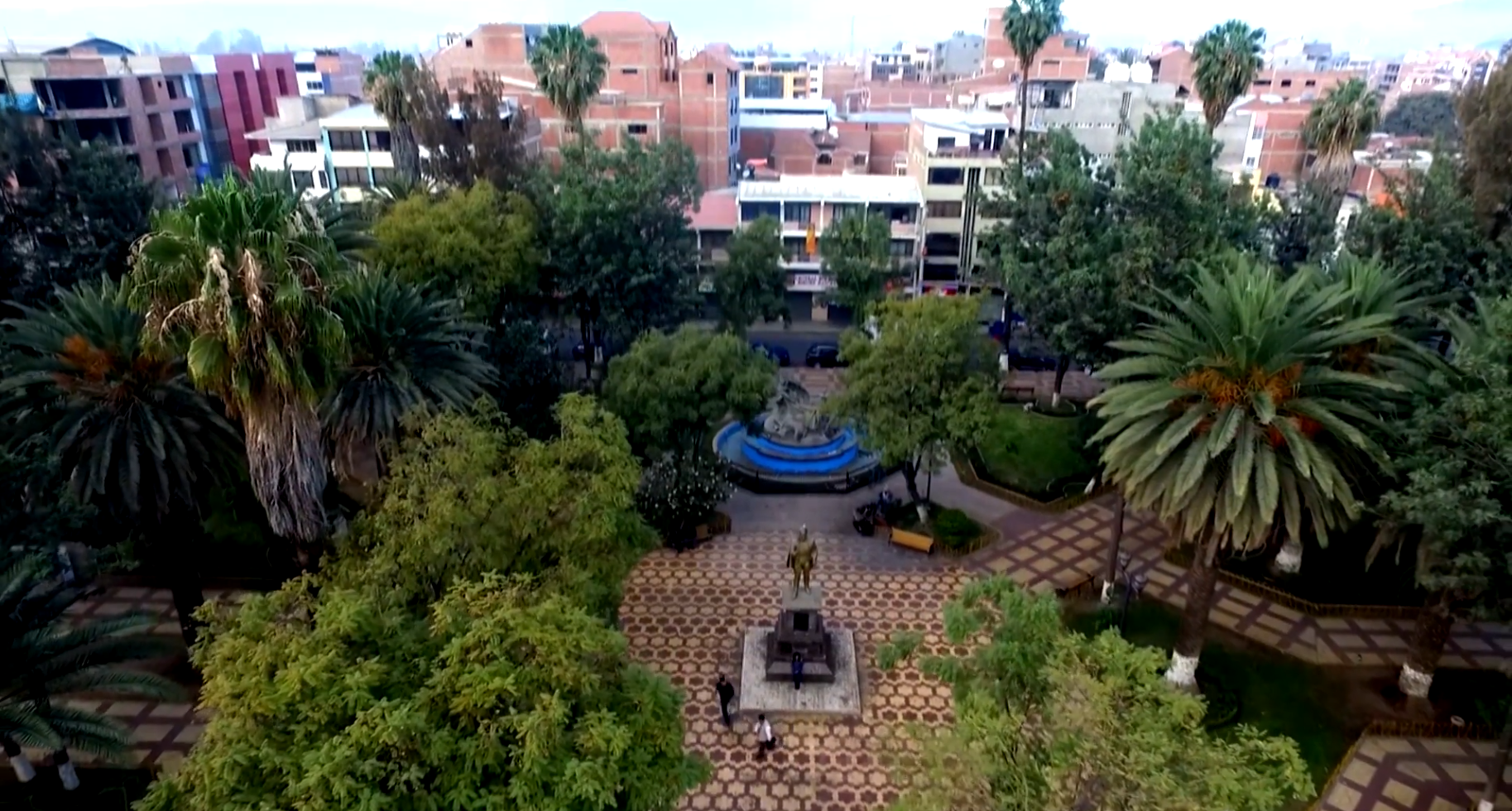
Plaza Bolivar.

Quillacollo cuenta con una gran cantidad de características turísticas, entre los cuales están la hacienda Pairumani de Simon Iturri Patiño, el Barón del Estaño, quien en la época del estaño fue la persona más rica de Bolivia y uno de los 10 más adinerados del  mundo en su momento (aproximadamente en el año 1925), además de contar con muchas minas en los departamentos de Oruro y Potosí. La peculiaridad de la hacienda es una mezcla de rasgos europeos, puesto que para su construcción se utilizó material traído directamente de Europa, tratando de simular las haciendas anglosajonas. El motivo de su construcción fue por la calidad de vida que tiene la zona, actual municipio de Vinto.
Por otro lado está El Paso, a 2.538 msnm. Comunicada desde la tranca Colcapirhua y por el otro la avenida Circunvalación en Tiquipaya.
- Inka Raqay: Lugar turístico por su historia en la época de la cultura andina como son los Incas, ubicado en el municipio vecino de Sipe Sipe.

- Liriuni: Parte del parque y cima del Tunari, lugar de cascadas y aguas termales cerca a la majestuosa nevada del departamento.

En julio se celebra el concurso gastronómico llamado "Feria del Lechón", con platos típicos de la zona. El lechón o cría de cerdo, es cocido con patatas y verduras en un fogón a leña, dándole un sabor ahumado y fuerte, así como textura muy blanda y toque dorado. Siendo uno de los concursos gastronómicos más populares de Quillacollo, muchos restaurantes se apuntan al desafío para llevarse el título que ostentarán durante un año, lo cual le asegura un gran status entre los competidores..
A pesar de la Pandemia del COVID-19, durante el 2021 del mes de agosto entre el 24 al 29 también se festejó la tradicional Feria de las Alasitas.  Es una fiesta esperada, en especial por los más pequeños de las familias, quienes disfrutan de varias cosas en miniaturas, tanto en alimentos como en promesas (materiales y personales).